# جاي يوجين غريسبي
جاي يوجين غريسبي (بالإنجليزية: Eugene Grigsby, Jr.)‏ هو رسام ومدرس وعسكري أمريكي، ولد في 17 أكتوبر 1918 في غرينزبورو في الولايات المتحدة، وتوفي في 9 يونيو 2013.